# Doman (Caraș-Severin)
Doman (deutsch Doman, ungarisch Domány) ist ein Dorf im Kreis Caraș-Severin in der Region Banat in Rumänien. Das Dorf Doman gehört in den Verwaltungsbereich der Stadt Reșița.

## Geografische Lage
Der Ort gehört verwaltungstechnisch zur Stadt Reșița. Doman ist ein Bergdorf am nördlichen Rand des Anina- und an den Ausläufern des Semenic-Gebirges.

## Nachbarorte
| Lupac     | Reșița                                      | Secu                               |
| Clocotici | Kompassrose, die auf Nachbargemeinden zeigt | Cuptoare                           |
| Nermed    | Iabalcea                                    | Nationalpark Semenik-Karasch-Klamm |

## Geschichte
Doman wurde 1370 erstmals urkundlich erwähnt. Die wirtschaftliche Entwicklung des Dorfes begann 1770, als man hier Kohlevorkommen entdeckte. In den Jahren 1870–1912 entstanden noch zwei Kolonien: „Slamina“ und „Carolina“.
Zum schnelleren Transport der Kohle, ließ die StEG in den Jahren 1853 bis 1864 den Franz-Joseph-Tunnel vom Domaner Bergwerk zum Hüttenwerk in Reșița errichten. Der Tunnel hatte eine Länge von 2,8 km und wurde bis zur Zwischenkriegszeit von einer Schmalspurbahn befahren. Ende der 1960er Jahre wurde er gänzlich geschlossen.

## Bevölkerungsentwicklung
| 1880 | 877  | 726  | 24 | 58  | 69 |
| 1910 | 1192 | 675  | 30 | 411 | 76 |
| 1930 | 1038 | 602  | 22 | 392 | 22 |
| 1977 | 1338 | 1175 | 25 | 86  | 52 |
| 2002 | 758  | 701  | 9  | 32  | 16 |
| 2011 | 708  | 627  | 9  | 15  | 57 |